# PGC 49145
LEDA/PGC 49145, auch UGC 8753, ist eine Spiralgalaxie vom Hubble-Typ Sbc im Sternbild Bärenhüter am Nordsternhimmel. Sie ist schätzungsweise 412 Millionen Lichtjahre von der Milchstraße entfernt und hat einen Durchmesser von etwa 140.000 Lichtjahren. 
Im selben Himmelsareal befinden sich unter anderem die Galaxien IC 4332, PGC 49240, PGC 214164, PGC 1731634.